# 科利尔·卡德莫尔
科利尔·卡德莫尔（英語：Collier Cudmore，1885年6月13日—1971年5月16日），澳大利亚男子赛艇运动员。他曾代表英国参加1908年夏季奥林匹克运动会赛艇比赛，获得男子四人单桨无舵手金牌。